# Zygota

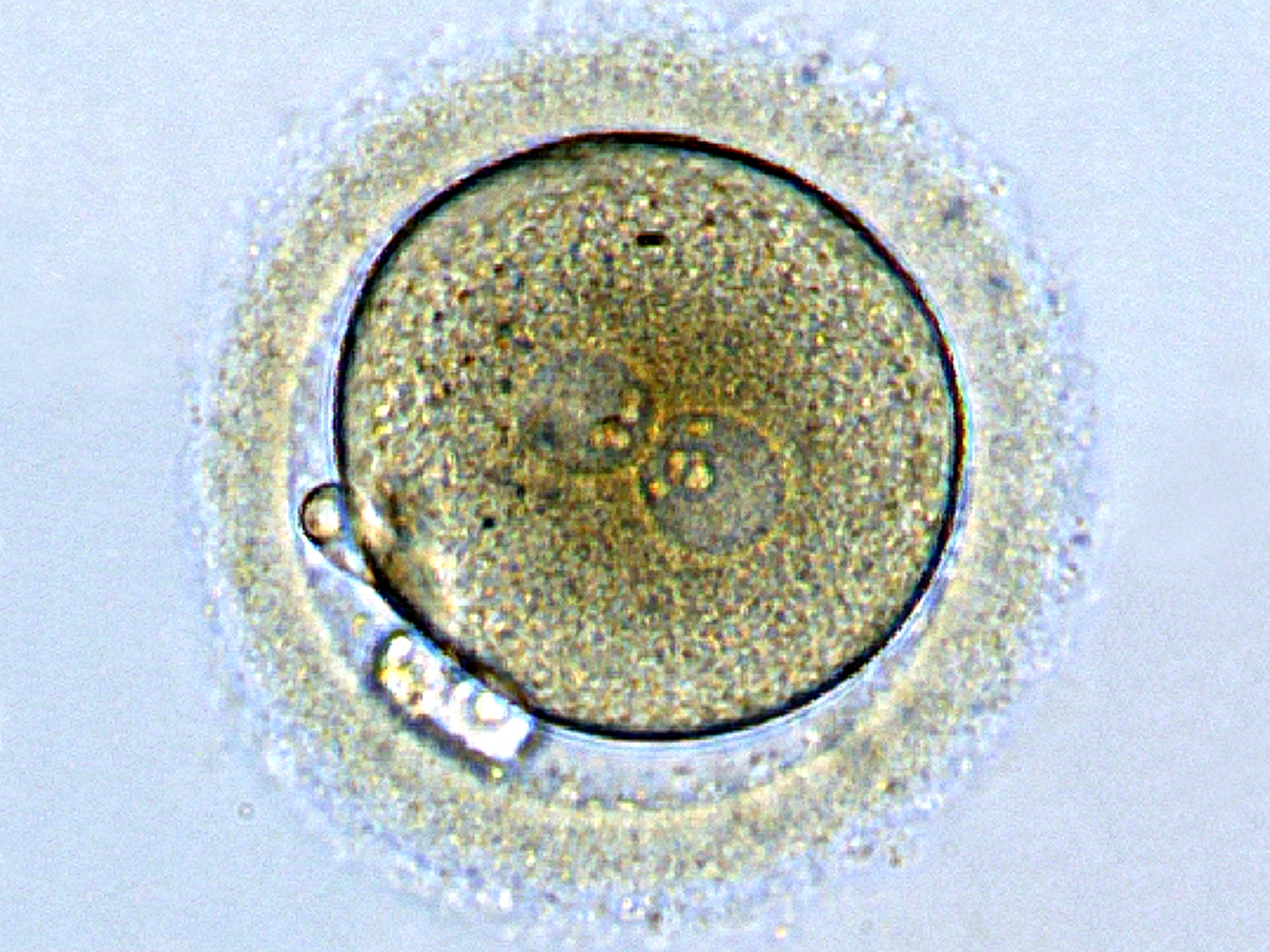
Ludzka komórka jajowa po zapłodnieniu

Zygota – komórka powstała w wyniku zapłodnienia, czyli połączenia gamety męskiej z gametą żeńską. 
W rezultacie powstaje komórka diploidalna, której materiał genetyczny pochodzi w połowie od samca, w połowie od samicy. Powstała w ten sposób zygota ulega dalszym podziałom mitotycznym. Zygota jest pierwszym stadium rozwojowym nowego, genetycznie unikalnego osobnika potomnego.